# Śmiłowo (województwo mazowieckie)
Śmiłowo – wieś sołecka w Polsce położona w województwie mazowieckim, w powiecie płockim, w gminie Bielsk. Leży nad Sierpienicą.
Prywatna wieś duchowna Smiłowo położona była w drugiej połowie XVI wieku w powiecie bielskim  województwa płockiego. W latach 1975–1998 miejscowość administracyjnie należała do województwa płockiego.